# آیزاک (خواننده)
آیزاک (به انگلیسی: Isaak) با نام کامل آیزاک گودریان (به انگلیسی: Isaak Guderian)(زاده ۳۱ ژانویهٔ ۱۹۹۵) خواننده آلمانی است.
او نماینده آلمان در یوروویژن ۲۰۲۴ بود.